# Urban Gothic
Urban Gothic è una serie televisiva horror britannica trasmessa su Channel 5 in due stagioni tra maggio 2000 e dicembre 2001. Girata con un budget ridotto e trasmessa in una fascia oraria notturna, ha avuto tanto successo da essere più volte replicata su Horror Channel.
Ambientata a Londra, c'è un filo conduttore che diventa evidente solo negli ultimi episodi di ogni stagione. Ogni episodio aveva uno stile diverso dagli altri, dalla gamma di film indipendenti in stile documentario alla parodia, a drammi con lo stile di The Outer Limits o The Twilight Zone.

## Episodi
| Stagione         | Episodi | Prima TV originale | Prima TV Italia |
| ---------------- | ------- | ------------------ | --------------- |
| Prima stagione   | 13      | 2000               | inedita         |
| Seconda stagione | 9       | 2001               | inedita         |